# Prix Ernst-von-Siemens
Le prix Ernst-von-Siemens (en allemand « Ernst von Siemens Musikpreis ») est une distinction qui récompense chaque année un compositeur ou un interprète pour sa contribution majeure au monde de la musique contemporaine.
Il a été créé en 1974 par l'industriel allemand Ernst von Siemens (en), et est décerné par l'Académie bavaroise des beaux-arts au nom de la Fondation de musique Ernst-von-Siemens. Sa dotation est de 250 000 euros.
Ce prix a parfois été présenté comme le « prix Nobel de musique »,, même si certaines critiques se sont élevées contre son manque d'universalité, les Européens (et en particulier les Allemands) étant très représentés parmi les lauréats.

## Histoire
En 2018, la dotation du prix Ernst-von-Siemens pour la musique passe de 150 000 à 250 000 euros.
Parallèlement, trois prix de composition sont attribués à des jeunes compositeurs (prix d'encouragement, en allemand : Förderpreis), dotés chacun de 35 000 euros.
Depuis 2020, un nouveau prix est également décerné à deux ensembles musicaux, afin de les soutenir « dans leur développement artistique et structurel de manière personnalisée et durable », doté de 75 000 euros pour chaque ensemble.

## Cérémonie
La cérémonie de remise de prix a lieu en mai au Théâtre du Prince-Régent à Munich.
Un invité d'honneur est convié pour prononcer un discours au récipiendaire du prix. En 2020, ce fut Norbert Lammert, ancien président du Bundestag.

## Liste des lauréats

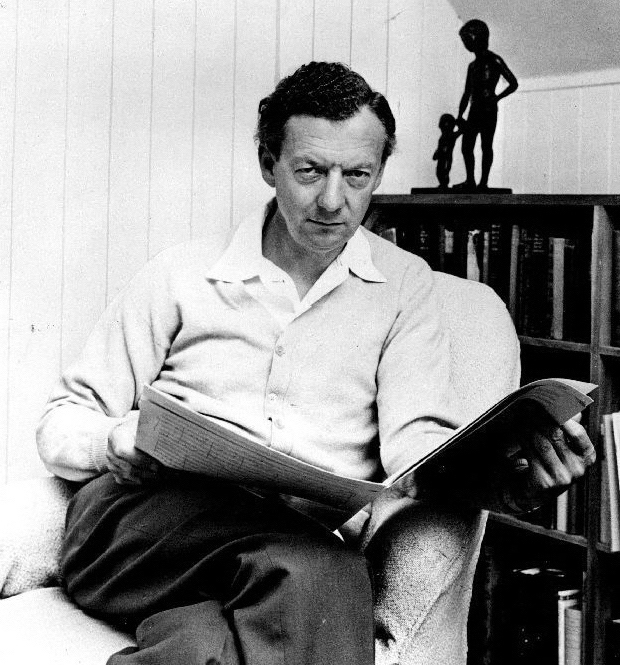
Benjamin Britten, premier lauréat du prix.
Photo Vladimir Vyatkin

| Année | Lauréat                        | Nationalité                              |
| ----- | ------------------------------ | ---------------------------------------- |
| 1974  | Benjamin Britten               | Royaume-Uni                              |
| 1975  | Olivier Messiaen               | France                                   |
| 1976  | Mstislav Rostropovitch         | Union soviétique                         |
| 1977  | Herbert von Karajan            | Autriche                                 |
| 1978  | Rudolf Serkin                  | États-Unis                               |
| 1979  | Pierre Boulez                  | France                                   |
| 1980  | Dietrich Fischer-Dieskau       | Allemagne de l'Ouest                     |
| 1981  | Elliott Carter                 | États-Unis                               |
| 1982  | Gidon Kremer                   | Lettonie                                 |
| 1983  | Witold Lutosławski             | Pologne                                  |
| 1984  | Yehudi Menuhin                 | États-Unis                               |
| 1985  | Andrés Segovia                 | Espagne                                  |
| 1986  | Karlheinz Stockhausen          | Allemagne de l'Ouest                     |
| 1987  | Leonard Bernstein              | États-Unis                               |
| 1988  | Peter Schreier                 | Allemagne de l'Ouest                     |
| 1989  | Luciano Berio                  | Italie                                   |
| 1990  | Hans Werner Henze              | Allemagne de l'Ouest                     |
| 1991  | Heinz Holliger                 | Suisse                                   |
| 1992  | Howard Chandler Robbins Landon | États-Unis                               |
| 1993  | György Ligeti                  | Autriche                                 |
| 1994  | Claudio Abbado                 | Italie                                   |
| 1995  | Sir Harrison Birtwistle        | Royaume-Uni                              |
| 1996  | Maurizio Pollini               | Italie                                   |
| 1997  | Helmut Lachenmann              | Allemagne                                |
| 1998  | György Kurtág                  | Hongrie                                  |
| 1999  | Quatuor Arditti                | Royaume-Uni                              |
| 2000  | Mauricio Kagel                 | Argentine                                |
| 2001  | Reinhold Brinkmann             | Allemagne                                |
| 2002  | Nikolaus Harnoncourt           | Autriche                                 |
| 2003  | Wolfgang Rihm                  | Allemagne                                |
| 2004  | Alfred Brendel                 | Autriche / Royaume-Uni                   |
| 2005  | Henri Dutilleux                | France                                   |
| 2006  | Daniel Barenboim               | Argentine / Espagne / Israël / Palestine |
| 2007  | Brian Ferneyhough              | Royaume-Uni                              |
| 2008  | Anne-Sophie Mutter             | Allemagne                                |
| 2009  | Klaus Huber                    | Suisse                                   |
| 2010  | Michael Gielen                 | Autriche                                 |
| 2011  | Aribert Reimann                | Allemagne                                |
| 2012  | Friedrich Cerha                | Autriche                                 |
| 2013  | Mariss Jansons                 | Lettonie                                 |
| 2014  | Peter Gülke                    | Allemagne                                |
| 2015  | Christoph Eschenbach           | Allemagne                                |
| 2016  | Per Nørgård                    | Danemark                                 |
| 2017  | Pierre-Laurent Aimard          | France                                   |
| 2018  | Beat Furrer                    | Suisse / Autriche                        |
| 2019  | Rebecca Saunders,              | Royaume-Uni                              |
| 2020  | Tabea Zimmermann,              | Allemagne                                |
| 2021  | Georges Aperghis               | Grèce                                    |
| 2022  | Olga Neuwirth                  | Autriche                                 |
| 2023  | George Benjamin                | Royaume-Uni                              |
| 2024  | Unsuk Chin                     | Corée du Sud                             |
| 2025  | Simon Rattle                   | Royaume-Uni                              |

## Liste des prix de composition (Förderpreis)
- 1990 : Michael Jarrell, George Lopez
- 1991 : Herbert Willi
- 1992 : Beat Furrer, Benedict Mason
- 1993 : Silvia Fómina, Param Vir
- 1994 : Hans Jürgen von Bose, Marc-André Dalbavie, Luca Francesconi
- 1995 : Gerd Kühr, Philippe Hurel
- 1996 : Volker Nickel, Rebecca Saunders
- 1997 : Moritz Eggert, Mauricio Sotelo
- 1998 : Antoine Bonnet, Claus-Steffen Mahnkopf
- 1999 : Thomas Adès, Olga Neuwirth
- 2000 : Hanspeter Kyburz, Augusta Read Thomas, Andrea Lorenzo Scartazzini
- 2001 : Isabel Mundry, André Werner, José María Sánchez-Verdú
- 2002 : Marc André, Jan Müller-Wieland, Charlotte Seither
- 2003 : Chaya Czernowin, Christian Jost, Jörg Widmann
- 2004 : Fabien Lévy, Johannes Maria Staud, Enno Poppe
- 2005 : Sebastian Claren, Philipp Maintz, Michel van der Aa
- 2006 : Jens Joneleit, Alexander Muno, Athanasía Tzánou
- 2007 : Vykintas Baltakas, Markus Hechtle
- 2008 : Dieter Ammann, Márton Illés, Wolfram Schurig
- 2009 : Francesco Filidei, Miroslav Srnka, Lin Yang
- 2010 : Pierluigi Billone, Arnulf Herrmann, Oliver Schneller
- 2011 : Steven Daverson, Hèctor Parra, Hans Thomalla
- 2012 : Luke Bedford, Zeynep Gedizlioğlu, Ulrich Alexander Kreppein
- 2013 : David Philip Hefti, Samy Moussa, Marko Nikodijevic
- 2014 : Simone Movio, Brigitta Muntendorf, Luis Codera Puzo
- 2015 : Birke Bertelsmeier, Mark Barden, Christian Mason
- 2016 : Milica Djordjević, David Hudry, Gordon Kampe
- 2017 : Michael Pelzel, Simon Steen-Andersen, Lisa Streich (en)
- 2018 : Clara Iannotta, Timothy McCormack, Oriol Saladrigues
- 2019 : Annesley Black, Ann Cleare, Mithatcan Öcal[18]
- 2020 : Samir Amarouch, Catherine Lamb, Francesca Verunelli
- 2021 : Malte Giesen, Mirela Ivičević, Yair Klartag
- 2022 : Benjamin Attahir, Naomi Pinnock, Mikel Urquiza[2]
- 2023 : Sara Glojnarić, Alex Paxton, Eric Wubbels[15]
- 2024 : Bára Gísladóttir, Daniele Ghisi, Yiqing Zhu[16]
- 2025 : Bastien David, Ashkan Behzadi, Kristine Tjøgersen[17]

## Liste des prix d'ensemble
- 2020 : Riot Ensemble (Royaume-Uni) et Synaesthesis (Lituanie)[19]
- 2021 : Spółdzielnia Muzyczna (Pologne) et Explore Ensemble (Royaume-Uni)[20]
- 2023 : Ekmeles et Names ensemble[15]